# Burg Neipperg
Die Burg Neipperg ist eine Höhenburg und die Stammburg der Herren und Grafen von Neipperg. Sie stammt aus dem 12. Jahrhundert und befindet sich in Neipperg, heute ein Ortsteil von Brackenheim, im Landkreis Heilbronn in Baden-Württemberg.

## Geschichte

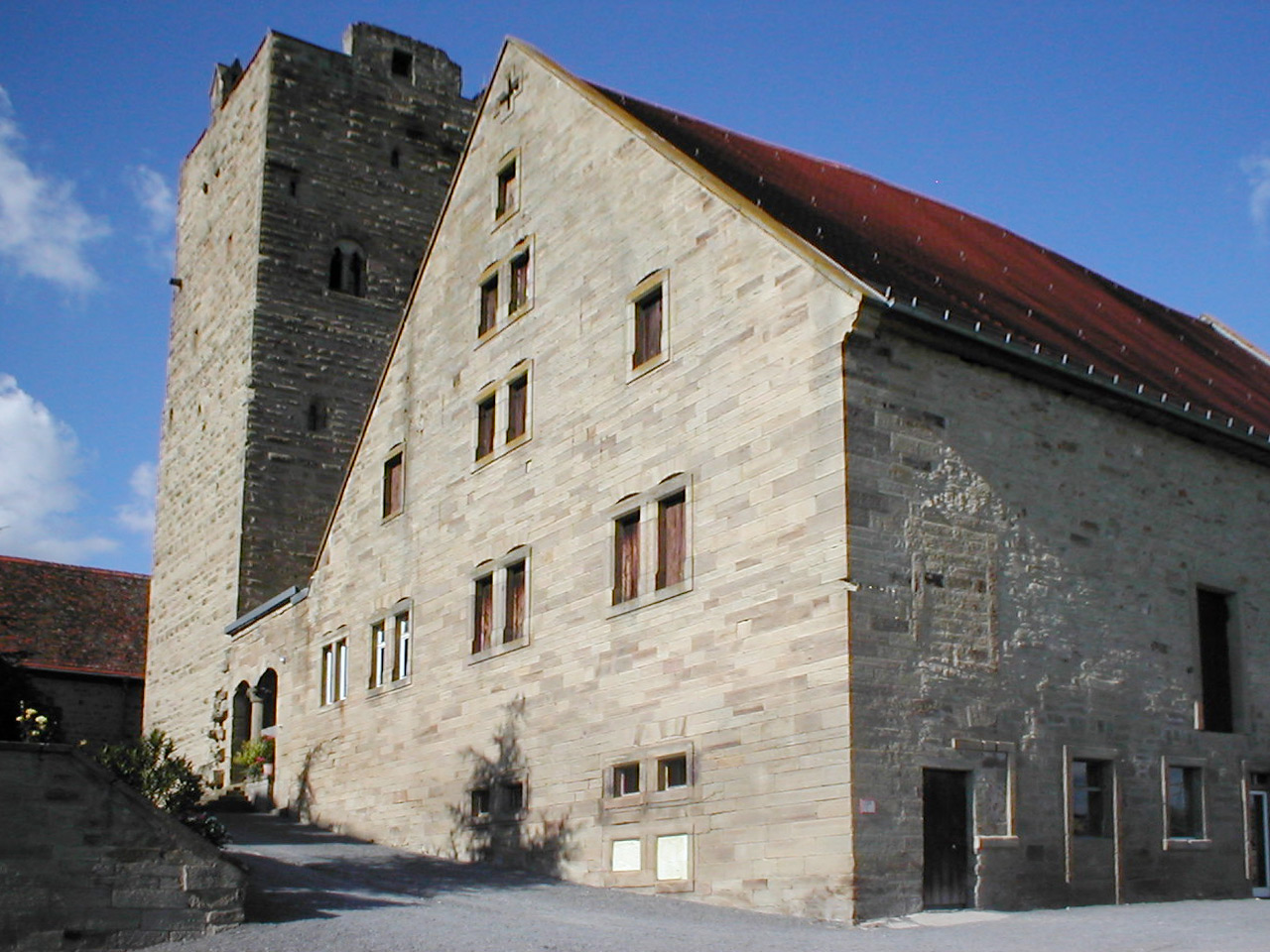
Obere Burg, Palas und Bergfried

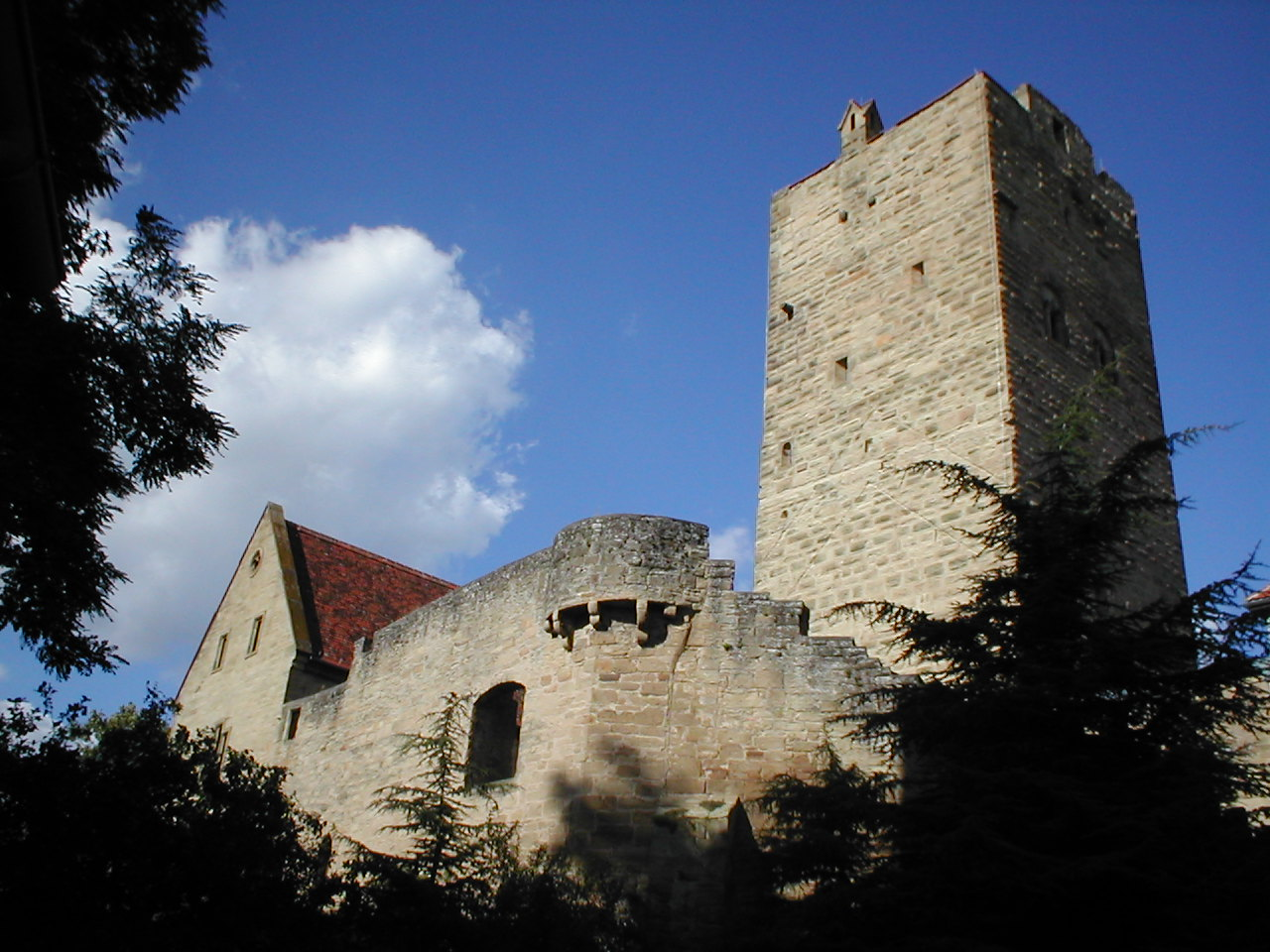
Obere Burg

Burg Neipperg weist zwei massive Türme auf, die Anlass zu Spekulationen über zwei getrennte Burgen unterschiedlicher Epochen geben, die von einer gemeinsamen Ringmauer umgeben wurden: die Obere Burg und die nur wenig ältere Untere Burg. Der Turm der Oberen Burg wurde um 1220 errichtet, seine Arkadenfenster stammen vermutlich von Handwerkern der Bauhütte des Klosters Maulbronn.
Die Anlage könnte von jeher ein Sitz der 1241 mit einem Reinbot erstmals erwähnten Familie derer von Neipperg sein. Die ältesten Lehensurkunden stammen von 1304/06, als die Brüder Konrad und Wilhelm von Neipperg die Burg samt Weinbergen und Äckern vom Bistum Würzburg als Lehen erhielten, das zuvor wohl schon ihr Vater Warmundus besaß. Im 14. Jahrhundert war der Besitz an der Burg zersplittert. Die Herren von Weinsberg verkauften 1321 ihre Anteile an der Burg an die Grafen von Württemberg. 1331 ging ein weiterer Teil der Burg von den Neippergern an Graf Eberhard den Greiner, der diesen Anteil jedoch 1362 wieder an Reinbot von Neipperg versetzte, wobei dieser das Recht auf Wiedereinlösung einräumte und die Öffnung der Burg versprach. Reinbot konnte 1364 einen weiteren Teil der Burg von der Familie Meiser zurückerwerben, den diese über die Heirat einer Neipperg-Erbtochter erlangt hatte.
Neben einem Herrensitz in Schwaigern war Burg Neipperg bis ins 16. Jahrhundert einer der Hauptsitze der Herren von Neipperg, bevor dieser ins Schloss Klingenberg und 1702 in das neu erbaute Schloss Schwaigern verlegt wurde.
1831/32 war das Palasgebäude unbewohnt und baufällig. Um 1850 erfolgte die Umgestaltung der Anlage zum Wirtschaftshof unter Graf Alfred von Neipperg. Wirtschaftsgebäude und Pächterwohnung datieren in diese Zeit. Die Anlage, zu der nahezu die Hälfte der Markung der Gemeinde zählte, wurde als Schlossgut verpachtet.

## Anlage
Die so genannte Untere Burg ist heute von dichtem Baumbestand überwachsen. Der noch erhaltene Bergfried aus romanischer Zeit mit einer Grundfläche von etwa neun mal acht Metern ist 20 Meter hoch, seine Mauern haben eine Stärke von 2,5 Metern, und er weist an der Ostseite einen markanten Aborterker auf. Der Zugang an der Südseite befindet sich in einer Höhe von rund zehn Metern, er war vermutlich durch einen sich über die ganze Breite des Turms erstreckenden Balkon erschlossen. Der untere Bergfried ist der älteste Bestandteil der Anlage. Von den Wohn- und Wirtschaftsgebäuden der Unteren Burg – sofern es sich einst überhaupt um zwei getrennte Anlagen gehandelt hat – ist nichts mehr erhalten. Sie könnten als Steinbruch zum Bau der nur wenig jüngeren Oberen Burg verwendet worden sein.
Der knapp zehn mal zehn Meter breite, 26 Meter hohe Bergfried der Oberen Burg ist als Wohnturm mit zwei Biforien nach Südosten ausgestaltet. Seine Mauerstärke beträgt knapp zwei Meter. Im Untergeschoss ist ein fensterloses Verlies, das ursprünglich nur durch den Fußboden des als Wohnbereich mit kunstvollem offenen Kamin ausgestalteten ersten Obergeschosses zu erreichen war, bevor später ein ebenerdiger südlicher Mauerdurchbruch erfolgte. Der ursprüngliche Haupteingang zum Turm lag im Nordwesten in einer Höhe von zehn Metern, wo sich eine aufwändige hölzerne Balkonanlage befand. Die beiden Türme könnten einst sogar durch eine oder mehrere hölzerne Brücken verbunden gewesen sein. Vom Balkon gelangte man sowohl in den Wohnbereich als auch in einen Treppenaufgang zum zweiten und dritten Obergeschoss. Im dritten Obergeschoss befindet sich der sogenannte Rittersaal mit den Arkadenfenstern. Darüber lag ursprünglich die Wehrplattform, jedoch wurde der Turm um 1330 um fünf Meter aufgestockt, wodurch noch ein viertes Obergeschoss entstand.
Zur von einer fast quadratischen Ringmauer umgebenen Oberen Burg gehört ebenfalls ein mehrflügliges Stammhaus (Palas) aus dem 16. Jahrhundert, das sich nordwestlich vom Wohnturm auf dem höchsten Platz des Burggeländes befindet. Im Keller dieses Gebäudes war eine dem Heiligen Georg geweihte Burgkapelle. Im ersten Obergeschoss befindet sich ein 18,85 × 6,60 Meter großer Rittersaal mit gotischem Drillingsfenster.
Östlich des Wohnbergfrieds der Oberen Burg verlief einst ein Halsgraben zur Bergseite hin, der jedoch heute aufgefüllt ist und zu dem einst jenseits des Grabens befindlichen Verwaltergebäude von 1579 einen Innenhof bildet.

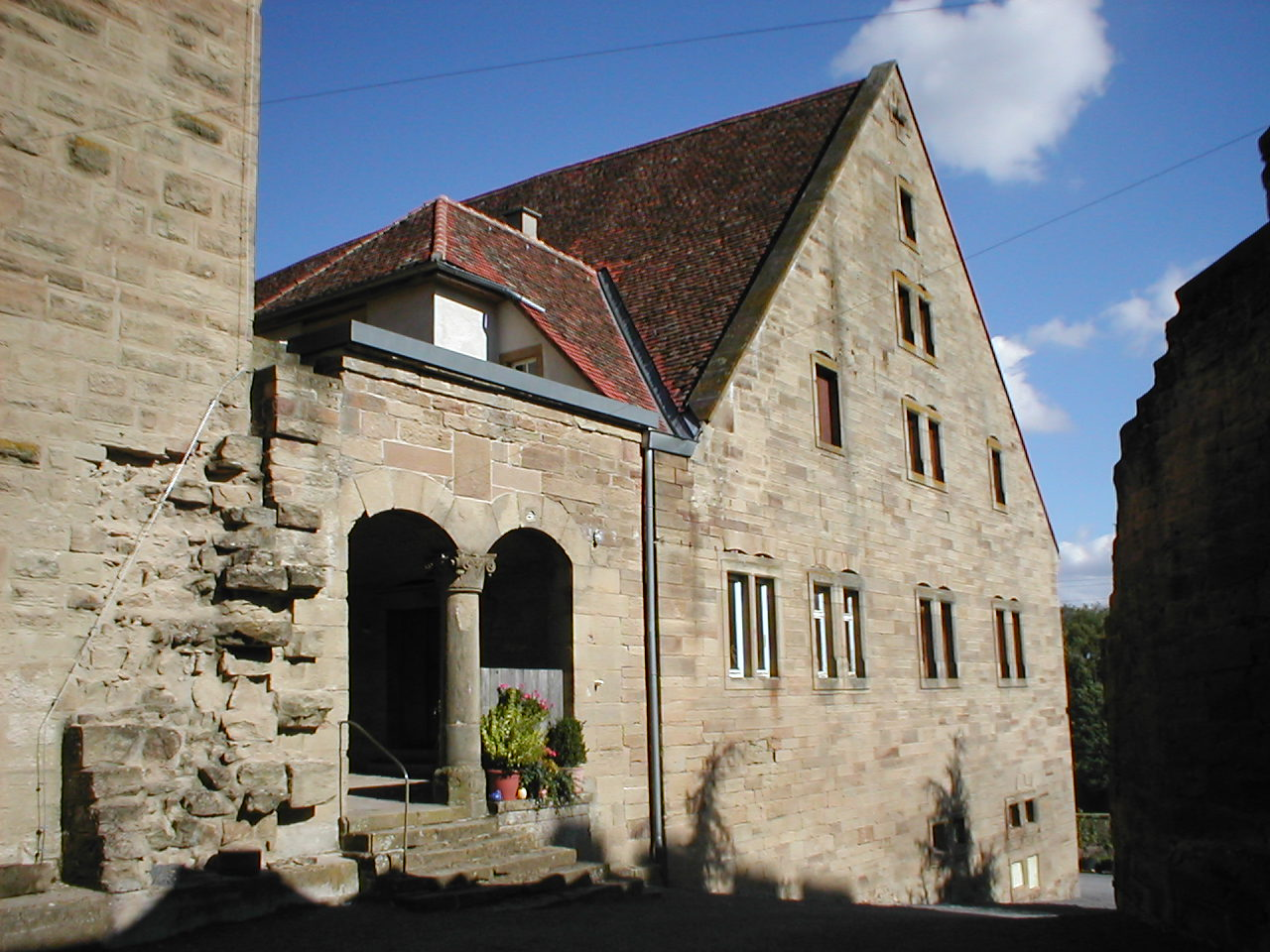
Obere Burg, Palas-Arkaden
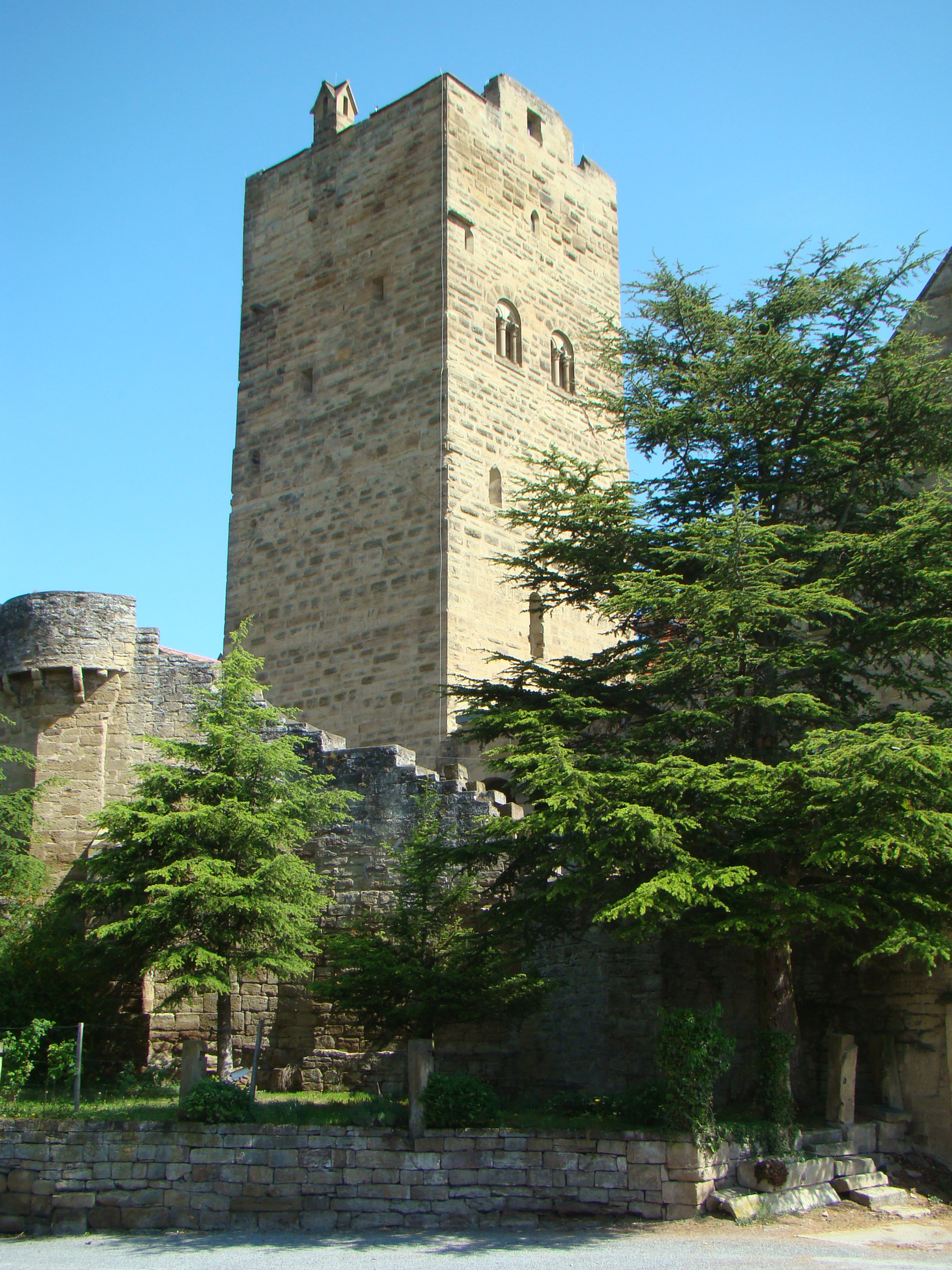
Bergfried der Oberen Burg
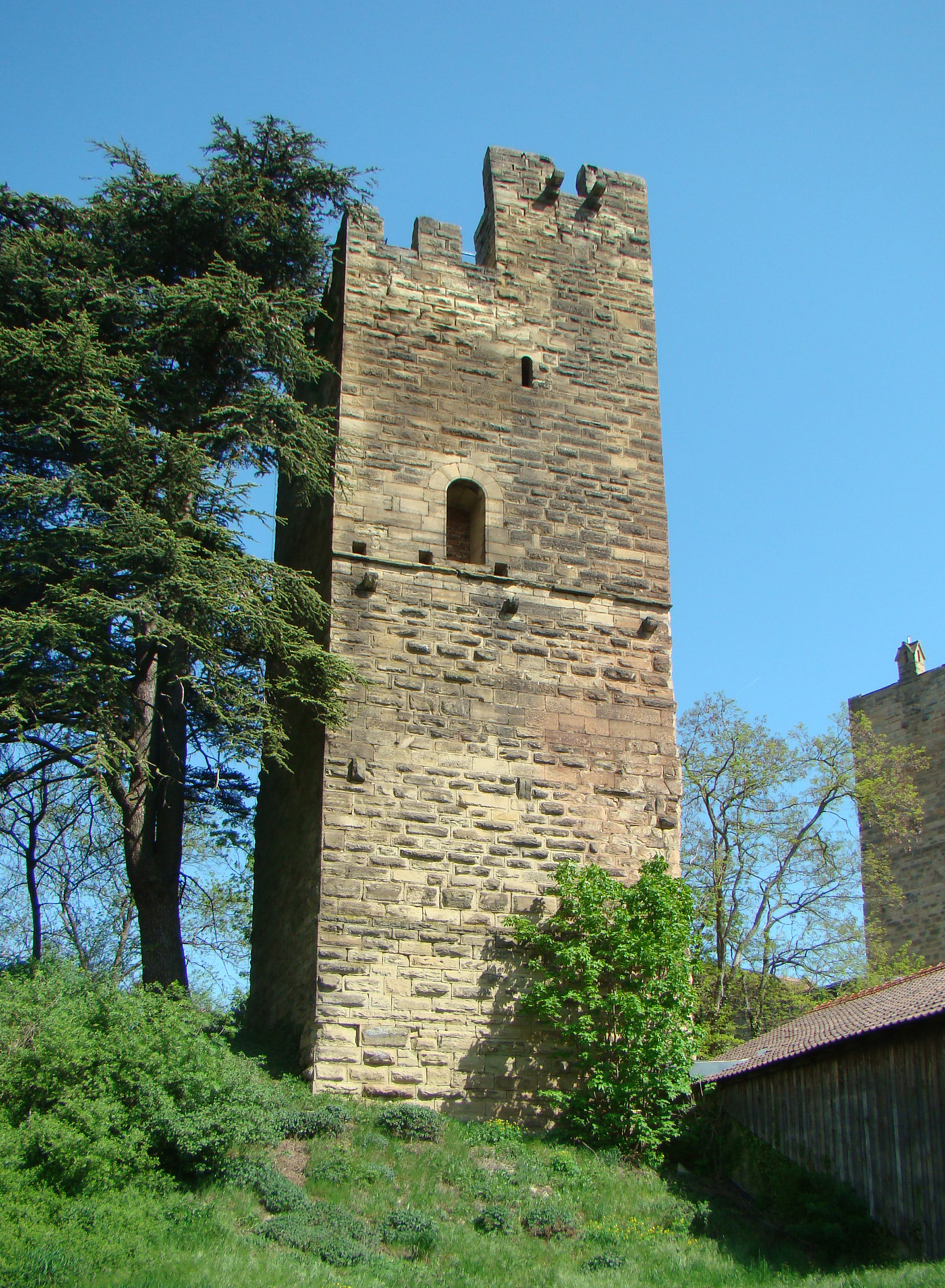
Bergfried der Unteren Burg
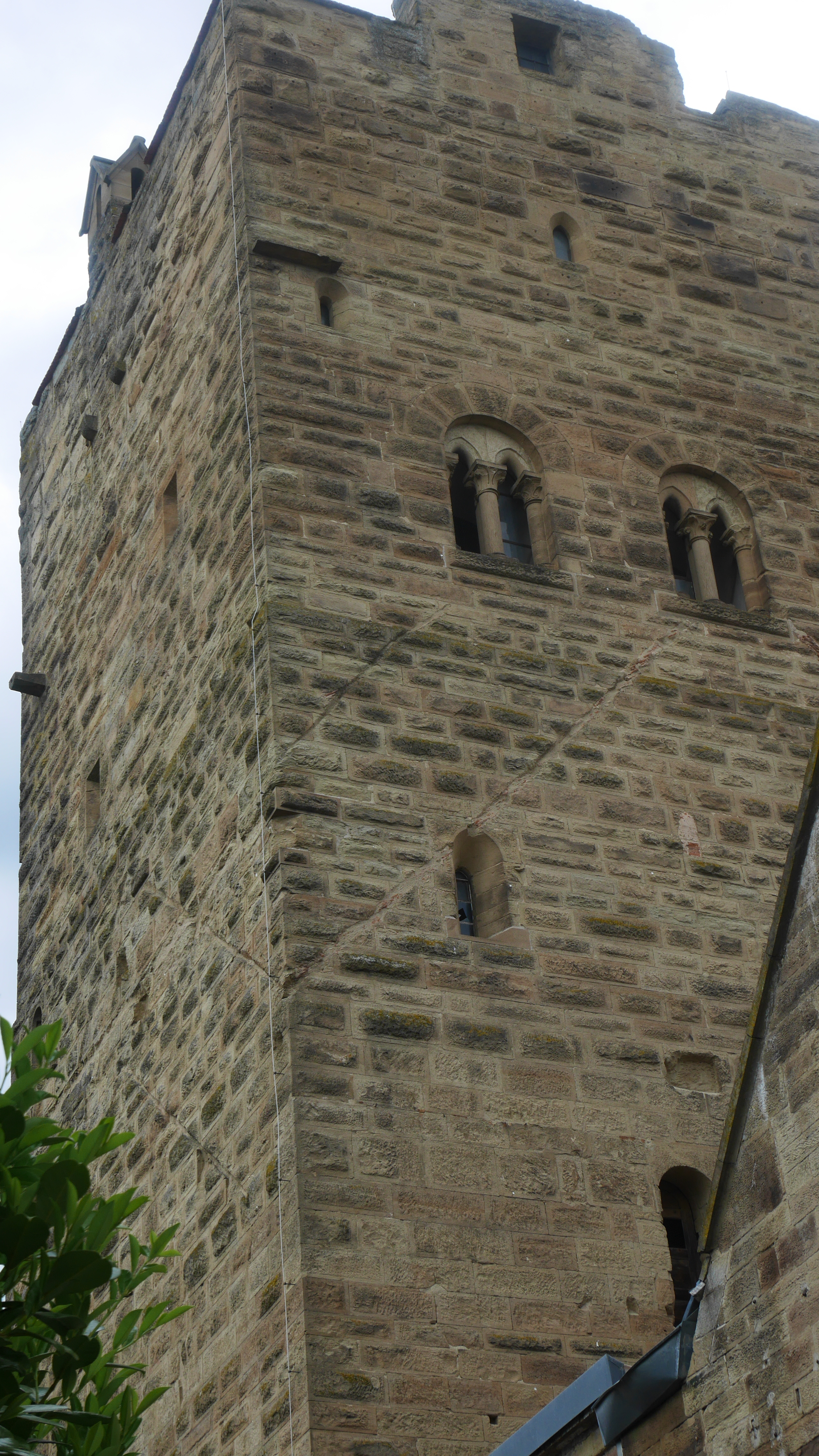
Romanische Zwillingsfenster (Biforien) oberer Bergfried